# Курлацкий (Неклиновский район)
Курлацкий — хутор в Неклиновском районе Ростовской области.
Входит в состав Самбекского сельского поселения.

## География

### Улицы
| - ул. Гагарина, - ул. Кооперативная, - ул. Мирная, - ул. Победы, - ул. Урожайная, | - пер. Каменный, - пер. Молодёжный, - пер. Мостовой, - пер. Садовый, - пер. Школьный. |

## Население
| 2010 |
| ---- |
| 626  |

### Известные уроженцы
- Шаховой, Василий Андреевич (1924—1960) — полный кавалер ордена Славы[2].
- Петров, Владимир Павлович (1908—1985) — донской казак, участник Великой Отечественной войны.